# Under Western Stars
Under Western Stars is een Amerikaanse western uit 1938 en was de debuutfilm van acteur Roy Rogers. De film werd in 2009 opgenomen in de National Film Registry.